# 戀尿布
戀尿布（英語：或nappy fetishism）是指在生理上並無排泄上的疾病問題或障礙，卻有包尿布的需求或習慣的現象。現今社會稱為戀尿布癖或尿布主義（Diaperism）。戀尿布癖為戀物癖的一種，有此種癖好的人則被稱為「戀尿布者」。
戀尿布者會經由在尿布中撒尿或是排便而得到快感，尤其是因為排泄於尿布上，溫暖的排泄物使人感到快感，而普遍的戀尿布者會瞞著家人穿成人紙尿褲或嬰兒紙尿褲，因為此種行為目前尚未被現今的主流道德觀所認同。
戀尿布者對尿布漏尿次文化的喜愛被視為愛好尿布團體的一種另類產物。然而，戀尿布的行為與漏尿癖或是遺糞癖的行為特徵有些不同，不過目前對於戀尿布者的相關研究並不多見，所以與變態心理學相關的研究文獻中較少被提及或注意到。
戀尿布者穿著尿布的行為對於現今的社會大眾而言無法想像，甚至會對於其行為者投以異樣眼光，原因在於社會大眾時常將行為異常者聯想為成其人格勢必也異常。但現今普遍大眾對戀尿布者的負面觀感，其實有部分是來自於社會上錯誤且不具專業性的報導與分析所致。 一般而言只要不影響他人，這種穿成人紙尿褲或嬰兒紙尿褲的返童行為是不觸法的。
有許多成年較有經驗的戀尿布者，喜爱收藏或使用某些特定款式的紙尿褲、布尿布或尿布兜來进行穿戴，从中获得極大的满足感甚至產生性快感。
不論是在歐美還是亞太，現今世界各地的爱好者男女皆有，且年齡層相差甚大，從十幾歲的青少年至七十多歲的老人，甚至小學生或中學生皆有愛好者的出現。

## 戀尿布主要行為
雖然戀尿布者主要的特徵是對已經無實際生理需求的尿布感到興趣，不過其行為仍會因戀尿布者的嗜好而有所差異。戀尿布者主要分為成人嬰兒（Adult Baby）和尿布愛好者（Diaper Lover）兩種，又稱為AB/DL。
成人嬰兒（Adult Baby）此種戀尿布者會將自己視為嬰幼兒，無論言行舉止或是服裝外貌，都盡可能的表現得像嬰幼兒。此種戀尿布者甚至會要求自身的性伴侶一同扮演，不過主要是要求其性伴侶扮演照顧嬰幼兒的角色，使戀尿布者可以沉浸在如嬰幼兒受到關懷及照顧的氛圍中。
尿布愛好者（Diaper Lover）此種戀尿布者在打扮和思維上並不將自己視為嬰幼兒，而著重於尿布的使用。此種戀尿布者較常享受可以在任何時候及狀況下不被發覺且毫不猶豫的排泄，因此較不刻意顯露出自己所穿著的尿布給他人看到，就像是穿尿布的行為已被大眾視為可接受的日常行為。如此便使得有些尿布愛好者養成了每天使用尿布的日常作息。
雖然基本上戀尿布者可概括分為以上兩種類型，但也有些戀尿布者都具備上述兩種二元情格，只是會在某些狀況下會偏向其中一方以配合日常作息或伴侶需求。例如在家中時常扮演嬰幼兒的成人嬰兒（Adult Baby），會為了工作職業或社交聚會而隱藏自身穿著尿布的事實，變為尿布愛好者（Diaper Lover）並在家中以外的場合享受自身失禁的快感。然而，由於戀尿布者穿著尿布的原因不盡相同，所以對於戀尿布者從事上述行為所獲得的愉悅感也不一致，有些戀尿布者單純只為心靈上的安全感，亦有些戀尿布者甚至會為此產生性高潮。

## 大眾對戀尿布的刻板印象
一般的社會大眾往往對於這種「突出」行為，在尚未查證前給予錯誤且汙名化的刻版印象，以及对这类人群有极大的厌恶或不理解心理。
戀童癖
最早期商業市場尿布是嬰兒使用，所以普遍社區現時仍然最常出現的就是視戀尿布者為戀童癖，雖然有些戀尿布者將自己視為嬰幼兒，不過這些人只有在受到呵護時才會感到滿足或是性興奮。
情色
雖然許多戀尿布者會在穿著尿布時感到性亢奮，甚至使得許多戀尿布者為尋求性快感而穿著尿布，但也有不少戀尿布者在穿著尿布時不感到性興奮，取而代之的是在穿著尿布時有安全感。
吸毒者
此一說乃自於臺灣公家機關的反毒宣導標語「拉K一時，尿布一世。」，使得普遍民眾對於嬰幼兒及老人以外所使用尿布者，都會與吸毒產生連結。也因此多半不知情的民眾見到戀尿布者，便認為其必曾經或時常吸毒，而對戀尿布者產生不當的認知。

## 現今的戀尿布者
雖然現今的主流道德觀仍未允許一般人有如此的嗜好，但戀尿布者中仍有一部份並未因此嘗試端正自身的行為，相反的，而是以持續隱藏的方式使自己的嗜好可以繼續維持下去，而像這樣已將包尿布的行為視為一種生活常態的戀尿布者有可能持續很長一段時間，甚至是一輩子。但戀尿布者的本身穿著尿布的行為並不會危害社會大眾，或是如社會刻板印象中那麼糟糕，因此在隨著社會風氣逐漸開放以及網路的普及，愈來愈多戀尿布者在網路上創立網站並表達自己的嗜好，同時也致力於向一般大眾說明，以使社會能對戀尿布者有正確的了解及給予戀尿布者尊重。而此類型的網站以歐美居多，相較在民風較為保守的亞洲並不常見，不過仍然有少數的網站存在，並有為數不少的同好進入網站討論。

## 外部連結
- 還童戀 （页面存档备份，存于）（繁體中文）
- 如何理解尿布愛好者 （页面存档备份，存于）（繁體中文）
- 如何應對你的孩子到了青春期卻還穿尿布 （页面存档备份，存于）（繁體中文）